# Nineteen Ninety Now
Nineteen Ninety Now è un album collaborativo del rapper statunitense Celph Titled e del produttore connazionale Buckwild, pubblicato nel 2010. La critica lo segnala come uno dei migliori album dell'anno e «l'album hip-hop dimenticato del 2010» secondo HipHopDX. Il «leggendario» Buckwild riporta in vita l'età d'oro dell'hip hop tirando fuori una produzione «incredibile», altrimenti sprecata senza un rapper veterano del livello di Celph Titled. Partecipano al disco anche Sadat X, Grand Puba, A.G., O.C., Diamond D, Chino XL, Treach dei Naughty by Nature, Vinnie Paz, Demigodz, Esoteric e R.A. the Rugged Man.
| Recensione    | Giudizio   |
| ------------- | ---------- |
| RapReviews    | [ 2 ]      |
| HipHopDX      | [ 1 ]      |
| The A.V. Club | favorevole |
| Exclaim!      | misto      |

## Tracce
Musiche di Buckwild.
1. The Deal Maker – 4:36 (A. Best, V. Mercer)
2. Out to Lunch (featuring Treach) – 3:30 (A. Best, V. Mercer, A. Criss)
3. Eraserheads (featuring Vinnie Paz) – 4:24 (A. Best, V. Mercer, V. Luviner)
4. Fuckmaster Sex – 4:26 (A. Best, V. Mercer)
5. Swashbuckling (featuring Apathy, Ryu & Esoteric) – 4:47 (A. Best, V. Mercer, C. Bromley, R. Maginn, S. Ryan)
6. I Could Write a Rhyme – 5:35 (A. Best, V. Mercer)
7. Hardcore Data – 5:10 (A. Best, V. Mercer)
8. Mad Ammo (featuring F.T. & R.A. the Rugged Man) – 5:13 (A. Best, V. Mercer, F.T., R.A. Thorburn)
9. Tingin' – 3:45 (A. Best, V. Mercer)
10. There Will Be Blood (featuring Sadat X, Grand Puba, A.G., O.C. & Diamond D) – 4:12 (A. Best, V. Mercer, D. Murphy, M. Dixon, A. Barnes, O. Credle, J. Kirkland)
11. Miss Those Days – 4:17 (A. Best, V. Mercer)
12. Step Correctly – 4:42 (A. Best, V. Mercer)
13. Wack Juice – 4:30 (A. Best, V. Mercer)
14. Styles Ain't Raw (featuring Apathy & Chino XL) – 5:39 (A. Best, V. Mercer, C. Bromley, D. Barbosa)
15. Where I Are – 3:55 (A. Best, V. Mercer)
16. Time Travels On (featuring Majik Most & Dutchmassive) – 3:26 (A. Best, V. Mercer, Majik Most, D. Ziegler)

## Classifiche
| Classifica (2010)         | Posizione massima |
| ------------------------- | ----------------- |
| US Heatseekers Albums     | 31                |
| US Top R&B/Hip-Hop Albums | 57                |